# Troposfär
Troposfären är det lägsta av lagren i jordens atmosfär. Troposfären innehåller cirka 75% av atmosfärens massa, och nästan all vattenånga och aerosol.
Medelhöjden för troposfären är cirka elva kilometer, men höjden varierar med både latitud och årstid. Den är tunnare vid polerna jämfört med vid ekvatorn, samt något tunnare på vintern jämfört med sommaren. Höjden är cirka 16–18 kilometer vid ekvatorn och 8–10 kilometer vid polerna. 
Troposfären karakteriseras av att temperaturen sjunker med höjden över havet, ungefär 6 °C/km upp till tropopausen. Ovanför tropopausen finns stratosfären, som karakteriseras av att temperaturen stiger med höjden. Mellan troposfären och stratosfären sker mycket lite massutbyte, varmluft kan i troposfären stiga till tropopausen men inte längre. Massutbytet som sker mellan troposfären och stratosfären är mycket långsamt och sker nästan uteslutande på medelhöga latituder (mellan 40 och 50 grader nordlig eller sydlig bredd). Troposfären kan i ibland i likhet med jonosfären medge radioförbindelser bortom horisonten, detta kallas troposfärisk refraktion och sker på frekvenser högre än 30 MHz. Liknande fenomen sker ibland också med ljus. Det kallas hägringar och är vanligt när det finns stora temperaturskillnader mellan närliggande luftlager.
I troposfären finns allt som normalt kallas väder, meteorologerna är vanligen mest intresserade av väderförhållandena upp till 5000 meters höjd.